# Paul van Asbroeck
Paul van Asbroeck (n. 1 mai 1874, Schaarbeek, Comunitatea Francofonă din Belgia⁠(d), Belgia – d. 20 aprilie 1959, Schaarbeek, Comunitatea Francofonă din Belgia⁠(d), Belgia) a fost un trăgător de tir ce a reprezentat Belgia, medaliat olimpic. A participat la 4 ediții ale Jocurilor Olimpice (1900, 1908, 1924, 1936) în care a câștigat o medalie de aur, o medalie de argint și o medalie de bronz.